# パットナム郡 (オハイオ州)
パットナム郡（英: Putnam County）は、アメリカ合衆国オハイオ州の北西部に位置する郡である。2010年国勢調査での人口は34,499人であり、2000年の34,726人から0.7%減少した。郡庁所在地はオタワ村（人口4,460人）であり、同郡で人口最大の村でもある。
郡名はフレンチ・インディアン戦争の英雄であり、アメリカ独立戦争では将軍を務めたイズラエル・パットナムに因んで名付けられた。

## 地理
アメリカ合衆国国勢調査局に拠れば、郡域全面積は484.30平方マイル (1,254.3 km2)であり、このうち陸地482.52平方マイル (1,249.7 km2)、水域は1.78平方マイル (4.6 km2)で水域率は0.37%である。

### 隣接する郡
- ヘンリー郡 - 北
- ハンコック郡 - 東
- アレン郡 - 南
- バンワート郡 - 南西
- ポールディング郡 - 西
- ディファイアンス郡 - 北西
- ウッド郡 - 北東隅

## 人口動態
以下は2000年国勢調査による人口統計データである。
| 基礎データ - 人口: 34,726人 - 世帯数: 12,200 世帯 - 家族数: 9,308 家族 - 人口密度: 28人/km2（72人/mi2） - 住居数: 12,753軒 - 住居密度: 10軒/km2（26軒/mi2） 人種別人口構成 - 白人: 96.26% - アフリカン・アメリカン: 0.17% - ネイティブ・アメリカン: 0.15% - アジア人: 0.18% - 太平洋諸島系: 0.01% - その他の人種: 2.51% - 混血: 0.73% - ヒスパニック・ラテン系: 4.38% 年齢別人口構成 - 18歳未満: 29.7% - 18-24歳: 8.3% - 25-44歳: 28.1% - 45-64歳: 20.6% - 65歳以上: 13.3% - 年齢の中央値: 35歳 - 性比（女性100人あたり男性の人口） - 総人口: 98.5 - 18歳以上: 97.0 | 世帯と家族（対世帯数） - 18歳未満の子供がいる: 39.2% - 結婚・同居している夫婦: 64.9% - 未婚・離婚・死別女性が世帯主: 7.4% - 非家族世帯: 23.7% - 単身世帯: 21.3% - 65歳以上の老人1人暮らし: 10.5% - 平均構成人数 - 世帯: 2.81人 - 家族: 3.29人 収入と家計 - 収入の中央値 - 世帯: 46,426米ドル - 家族: 52,859米ドル - 性別 - 男性: 36,548米ドル - 女性: 23,963米ドル - 人口1人あたり収入: 18,680米ドル - 貧困線以下 - 対人口: 5.6% - 対家族数: 4.0% - 18歳未満: 6.4% - 65歳以上: 9.8% |

## 教育
パットナム郡教育委員会が郡内にある下記9つの教育学区を運営している。
- コロンバスグローブ・ローカル教育学区
- コンティネンタル・ローカル教育学区
- フォートジェニングス・ローカル教育学区
- カライダ・ローカル教育学区
- リープシック・ローカル教育学区
- ミラーシティ・ニュークリーブランド・ローカル教育学区
- オタワ・グランドーフ・ローカル教育学区
- オットービル・ローカル教育学区
- パンドラ・ギルボア・ローカル教育学区

- マコーム・ローカル教育学区が郡内に入っているが大半はハンコック郡にある。

郡内の上記リストに名前が無い村は、上記リストの1つ以上の学区が入っている。

## 郡区

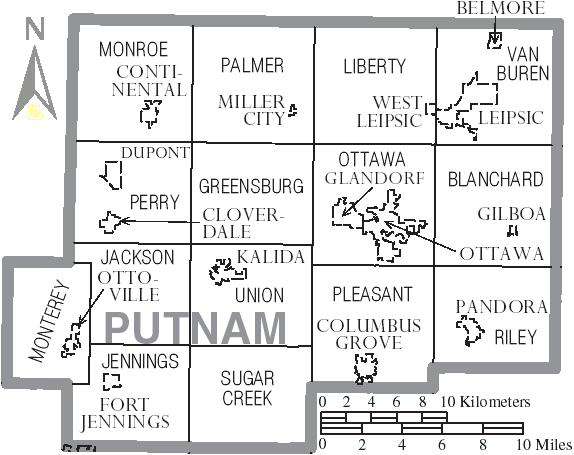
パットナム郡図

パットナム郡は下記15の郡区に分割されている。
| - ブランチャード - グリーンズバーグ - ジャクソン - ジェニングス - リバティ | - モンロー - モンテレー - オタワ - パーマー - ペリー | - プレザント - ライリー - シュガークリーク - ユニオン - ヴァンビューレン |

### 村
| - ベルモア - クローバーデール - コロンブスグローブ - コンティネンタル | - デュポン - フォートジェニングス - ギルボア - グランドーフ | - カライダ - リープシック - ミラーシティ - オタワ - 郡庁所在地 | - オットービル - パンドラ - ウェストリープシック |

### 未編入の町
| - エイビス - クロスウェル - キューバ - ドーニントン - ダグラス | - エルムセンター - ハーツバーグ - ヘクター - ジョーンズシティ - キーファービル | - マンタナ - ニュークリーブランド - ノースクリーク - プレンティス - ライス | - ライマー - ラシュモア - タウンウッド - ボーンズビル - ウィスターマン |

## パットナム郡祭
パットナム郡祭はオタワ村で開催され、そのスローガンは「青リボンの行事」である。催事広場では、ゲーム、乗馬等があり、屋台が置かれる。毎年6月の最終週に開催されている。